# Joseph Tapine

a Compétitions nationales et continentales officielles uniquement.

b Matchs officiels uniquement.
Joseph Tapine, né le 4 mai 1994 à Wellington (Nouvelle-Zélande), est un joueur néo-zélandais de rugby à XIII évoluant au poste de Pilier, deuxième ligne, troisième ligne dans les années 2010 et 2020.
Il pratique le rugby à XIII dans sa jeunesse et est repéré pour intégrer les sélections de jeunes de Nouvelle-Zélande. Il se rend en Australie en 2013 et signe pour les Newcastle Knights, prenant part à la  National Rugby League (« NRL ») lors de la saison 2014. Il rejoint ensuite les Canberra Raiders après un bras de fer avec les Newcastle Knights qui finissent par rompre son contrat. Il devient un joueur pleinement titulaire à Canberra à partir de 2017, d'abord aux postes deuxième ligne et de troisième ligne avant d'être placé au poste de pilier en 2021. Ce changement de poste est une réussite puisqu'il est nommé par deux fois en 2022 et 2024 meilleur pilier de NRL.
En sélection, il est appelé à partir de 2016 en équipe de Nouvelle-Zélande et devient l'un des joueurs les plus convoqués durant dix années. Il prend part avec eux au Tournoi des Quatre Nations en 2016, ainsi qu'à deux éditions de Coupe du monde en 2017 et 2022.

## Palmarès
- Collectif :
  - Finaliste de la Coupe du monde de rugby à neuf : 2019 (Nouvelle-Zélande).
  - Finaliste du Tournoi des Quatre Nations : 2016 (Nouvelle-Zélande).
  - Finaliste de la National Rugby League : 2019 (Canberra).

- Individuel : 
  - Elu meilleur pilier de la National Rugby League : 2022 et 2024 (Canberra).

### Détails en club
| Saison | Saison            | Championnat | Championnat  | Championnat | Championnat | Championnat | Championnat | Championnat | Sélection | Sélection | Sélection | Sélection | Sélection | Sélection | Sélection |
| Saison | Saison            | Comp.       | Class.       | M           | Pts         | Ess.        | Buts        | Dp.         | Compet.   | M         | Pts       | Ess.      | Buts      | Dp.       |           |
| ------ | ----------------- | ----------- | ------------ | ----------- | ----------- | ----------- | ----------- | ----------- | --------- | --------- | --------- | --------- | --------- | --------- | --------- |
| 2014   | Newcastle Knights | NRL         | 12e          | 7           | -           | -           | -           | -           |           |           |           |           |           |           |           |
| 2015   | Newcastle Knights | NRL         | 10e          | 13          | 4           | 1           | -           | -           |           |           |           |           |           |           |           |
| 2016   | Canberra Raiders  | NRL         | Finale prél. | 25          | 16          | 4           | -           | -           | QN        | 2         | -         | -         | -         | -         |           |
| 2017   | Canberra Raiders  | NRL         | 10e          | 22          | 12          | 3           | -           | -           | CM        | 4         | 4         | 1         | -         | -         |           |
| 2018   | Canberra Raiders  | NRL         | 10e          | 16          | 24          | 6           | -           | -           |           | 3         | 4         | 1         | -         | -         |           |
| 2019   | Canberra Raiders  | NRL         | Finaliste    | 17          | 8           | 2           | -           | -           |           | 2         | -         | -         | -         | -         |           |
| 2020   | Canberra Raiders  | NRL         | Finale prél. | 21          | 16          | 4           | -           | -           |           |           |           |           |           |           |           |
| 2021   | Canberra Raiders  | NRL         | 10e          | 19          | 8           | 2           | -           | -           |           |           |           |           |           |           |           |
| 2022   | Canberra Raiders  | NRL         | 2e tour      | 25          | 8           | 2           | -           | -           | CM        | 5         | -         | -         | -         | -         |           |
| 2023   | Canberra Raiders  | NRL         | 1er tour     | 24          | 4           | 1           | -           | -           |           | 3         | -         | -         | -         | -         |           |
| 2024   | Canberra Raiders  | NRL         | 9e           | 24          | -           | -           | -           | -           |           | 3         | 4         | 1         | -         | -         |           |
| 2025   | Canberra Raiders  | NRL         |              | 3           | 4           | 1           | -           | -           |           |           |           |           |           |           |           |